# 布索拉峰

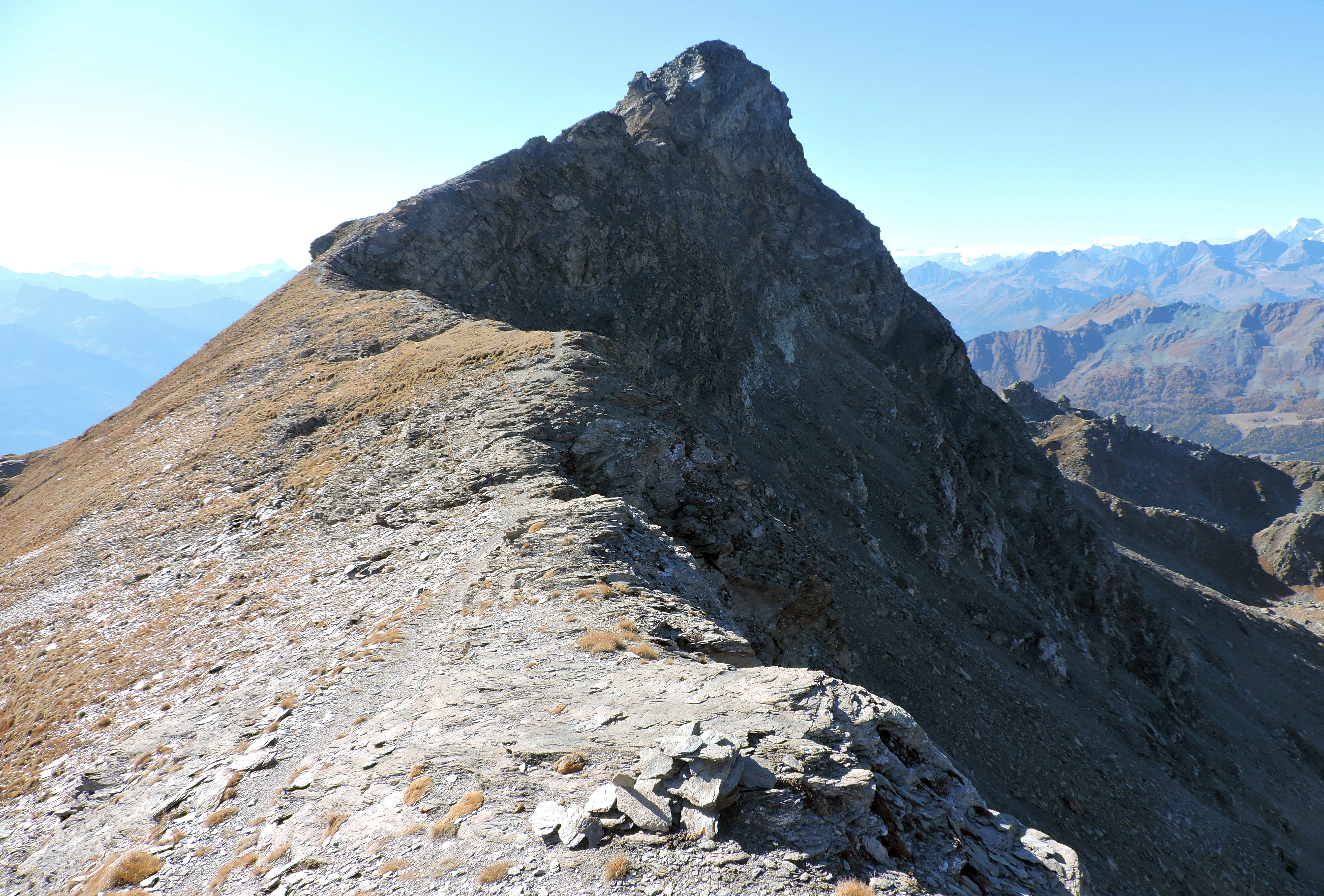

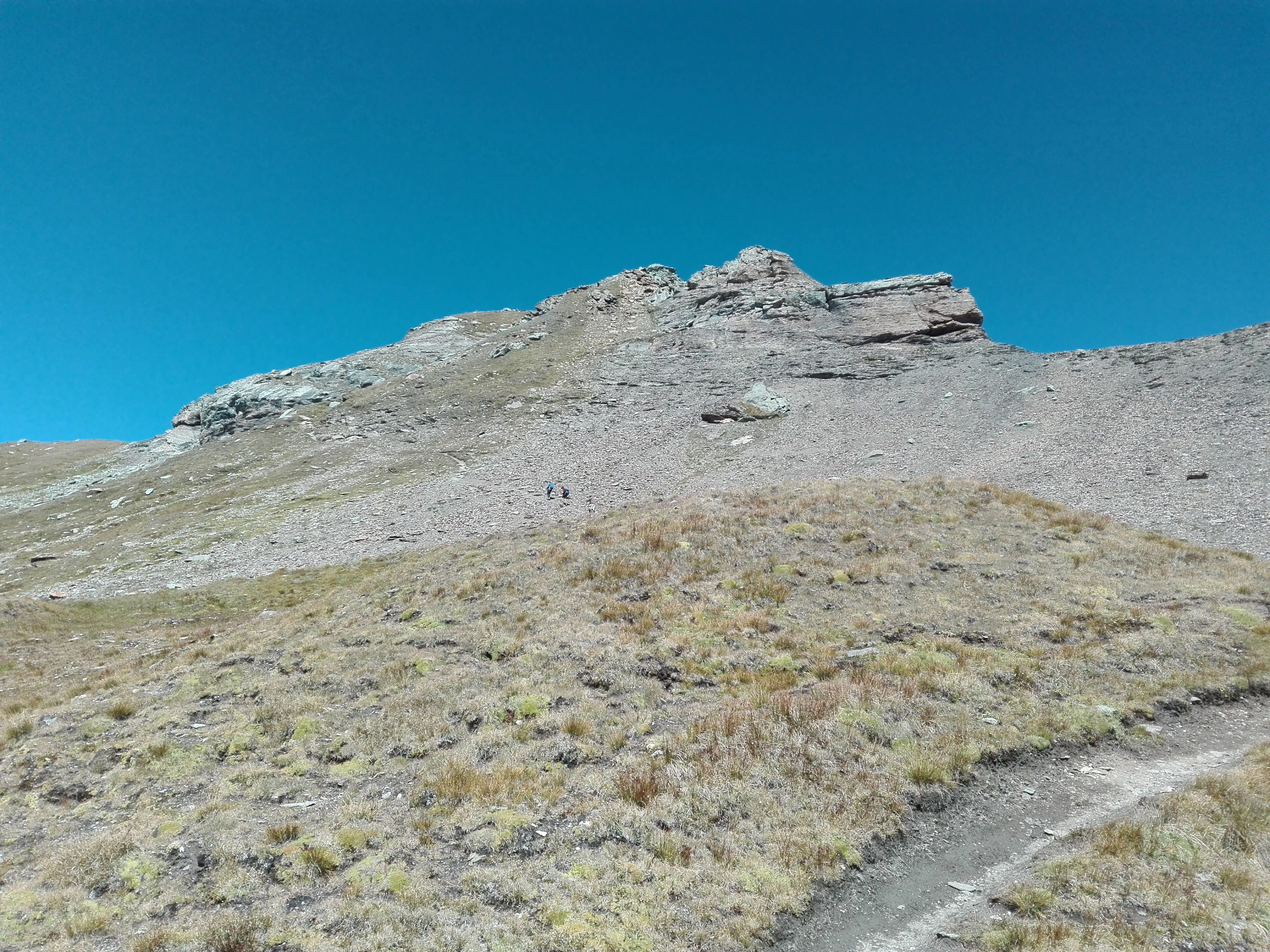

45°47′44″N 7°44′11″E / 45.795426°N 7.736342°E
布索拉峰（義大利語：Corno Bussola），是意大利的山峰，位於該國西北部，由瓦萊達奧斯塔大區負責管轄，屬於本寧阿爾卑斯山脈的一部分，海拔高度3,023米。